# Ponte Lambro

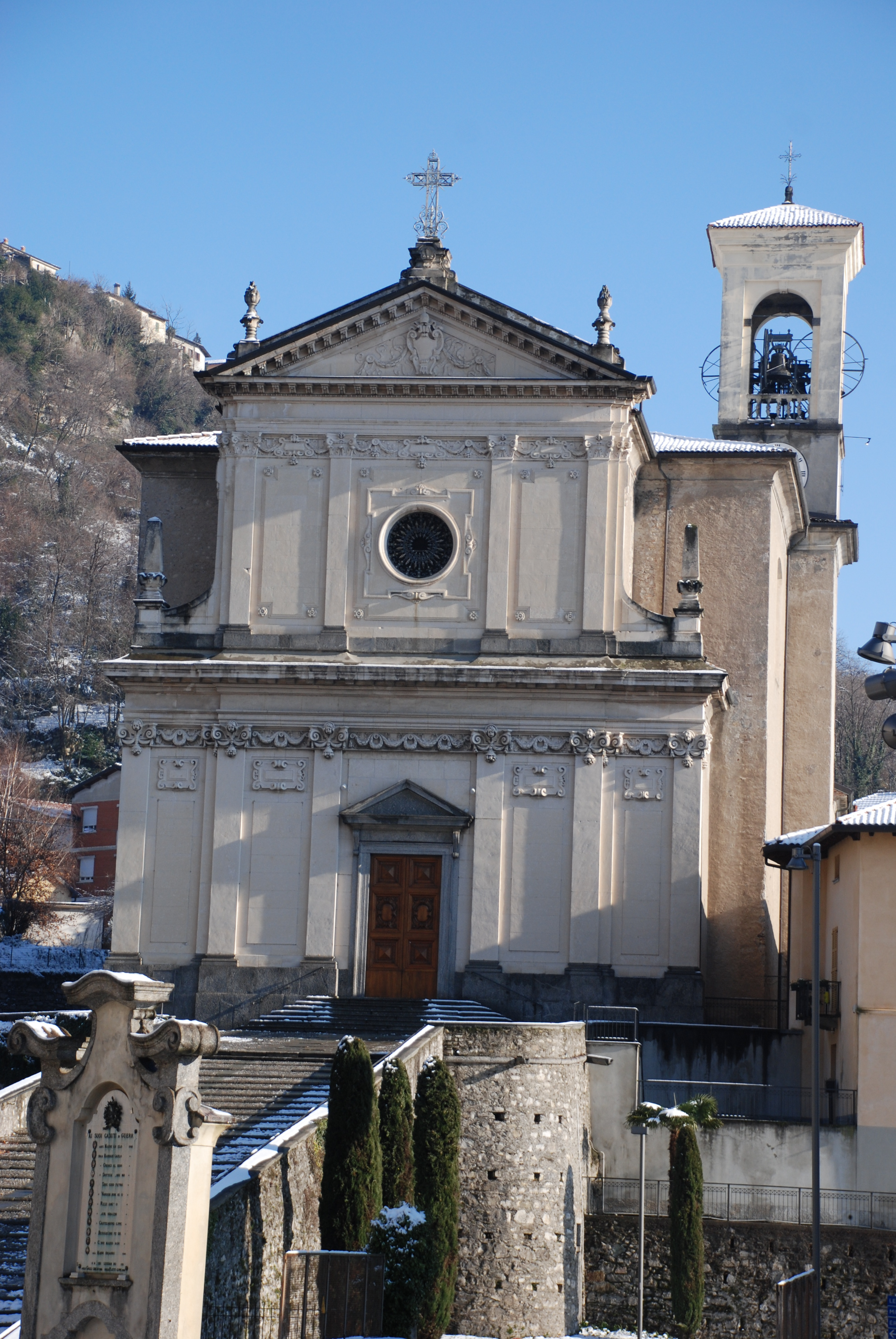
Pfarrkirche Santa Maria Annunciata

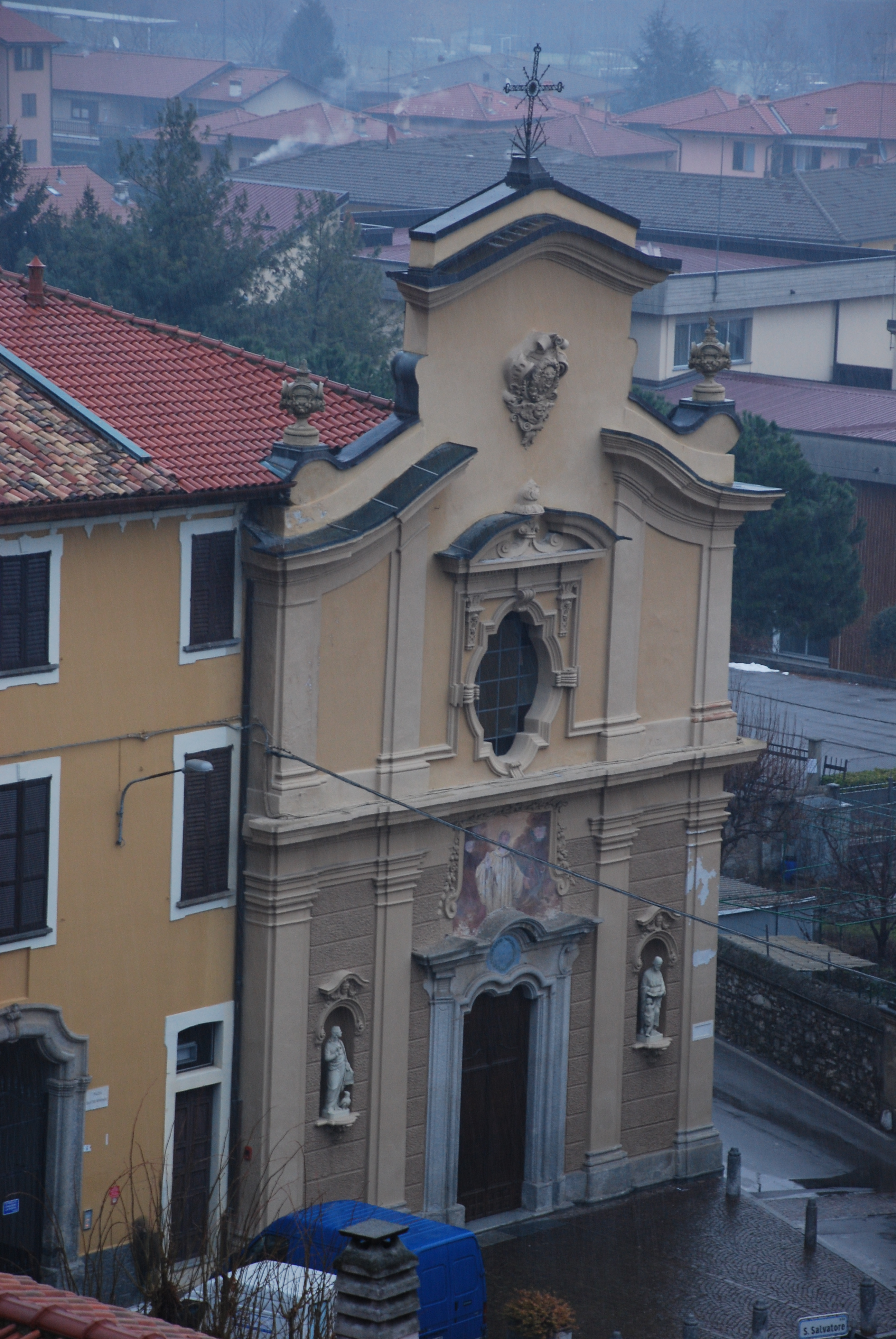
Kirche San Bernardo

Ponte Lambro ist eine norditalienische Gemeinde (comune) in der Provinz Como in der Lombardei.

## Lage und Einwohner
Die Gemeinde Ponte Lambro liegt etwa 13 Kilometer östlich von der Provinzhauptstadt Como am Lambro und umfasst die  Fraktionen: Busnigallo, Fucina, Lezza, Mazzonio und Schieppo. Die Gemeinde hat 4248 Einwohner (Stand 31. Dezember 2023).
Die Nachbargemeinden sindCaslino d’Erba, Castelmarte und Erba.

## Verkehr
Ponte Lambro liegt mit seinem Bahnhof an der Bahnstrecke Milano–Asso.

## Gemeindepartnerschaften
Ponte Lambro listet folgende Partnerstädte auf:
- Zawiercie, Woiwodschaft Schlesien seit 2004
- Kamjanez-Podilskyj, Oblast Chmelnyzkyj seit 2006
- Carbone seit 2010
- Cortale, Provinz Catanzaro seit 2010

## Sehenswürdigkeiten
- Pfarrkirche Santa Maria Annunciata (1720/1818), restauriert, Architekt: Simone Cantoni[3]
- Kirche San Bernardo (16. Jahrhundert)[4]
- Kloster San Bernardo
- Verschiedene Betkapellen

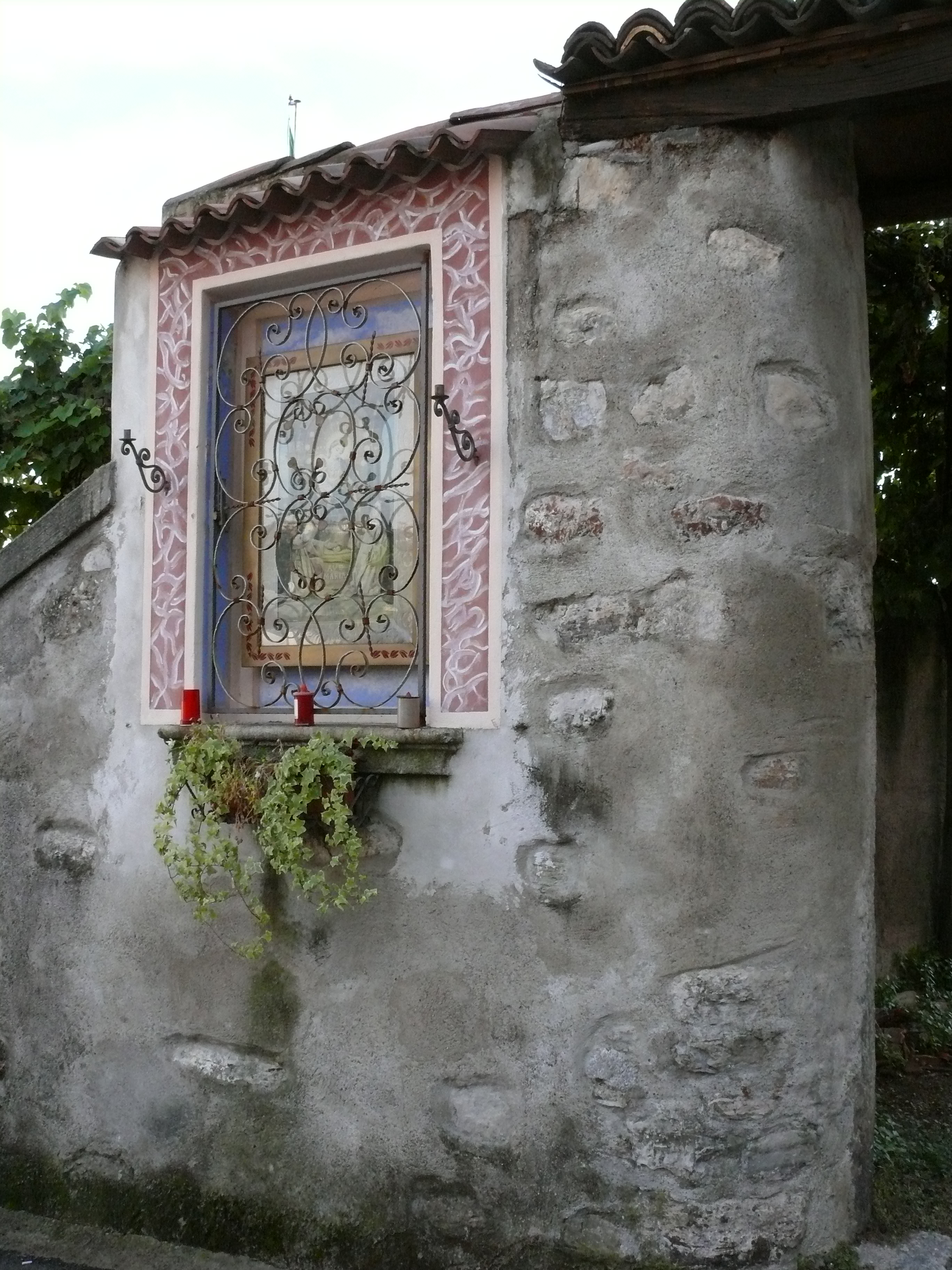
Madonna mit Kind
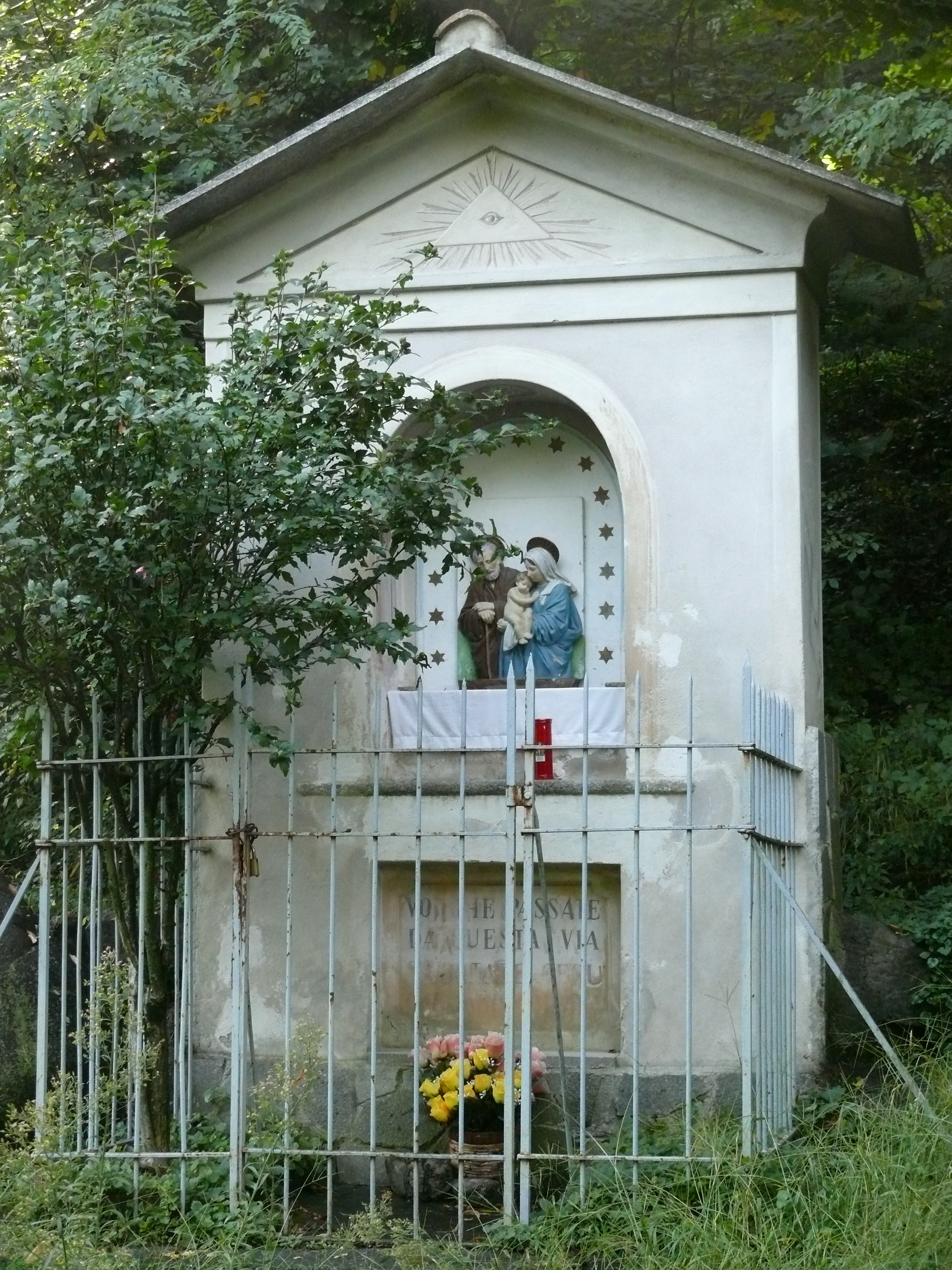
Heilige Familie
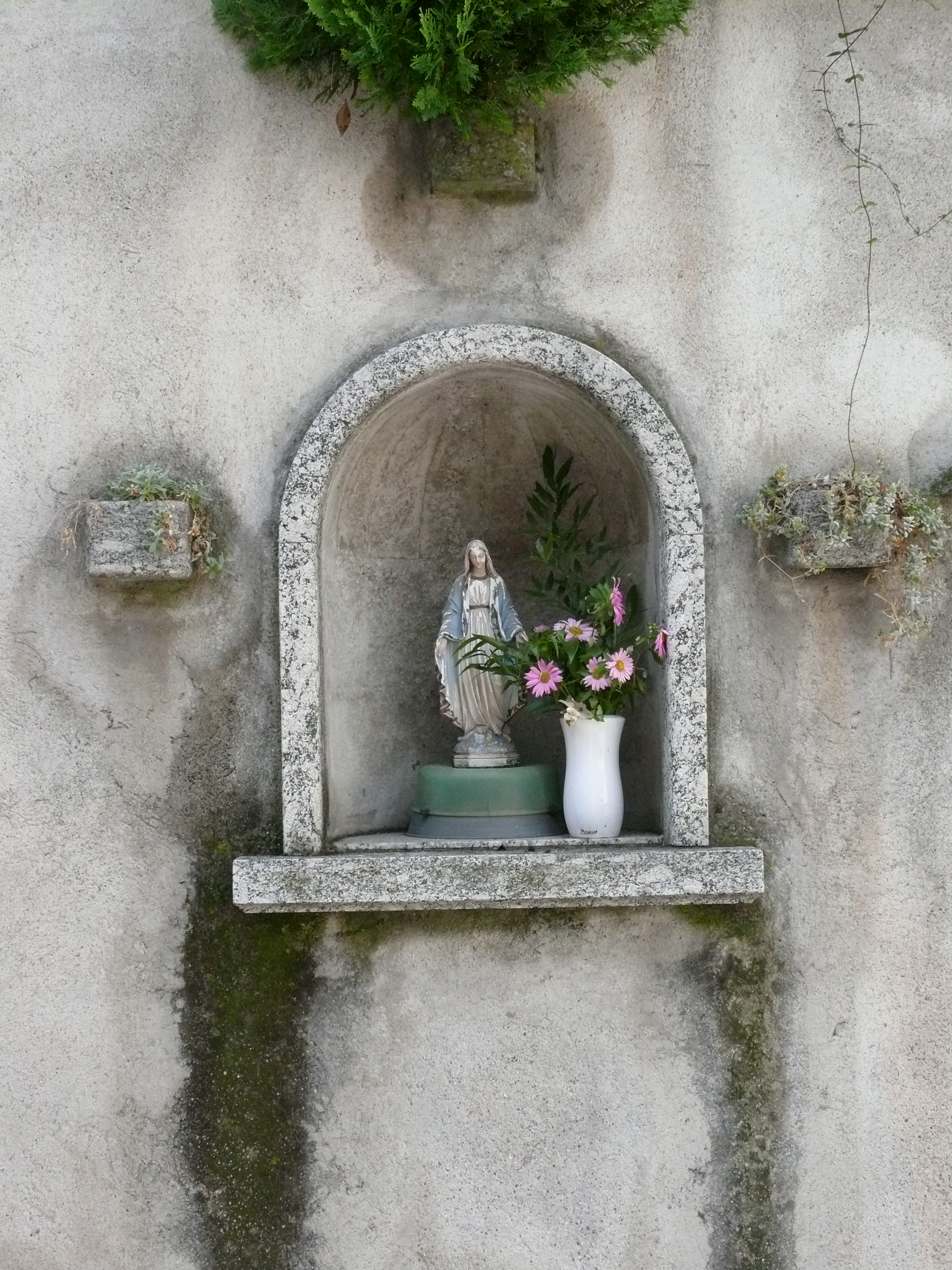
Madonna von Lourdes in der Fraktion Lezza
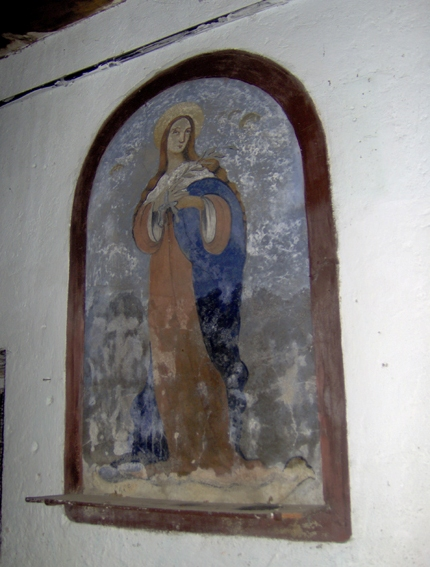
Madonna der Friede
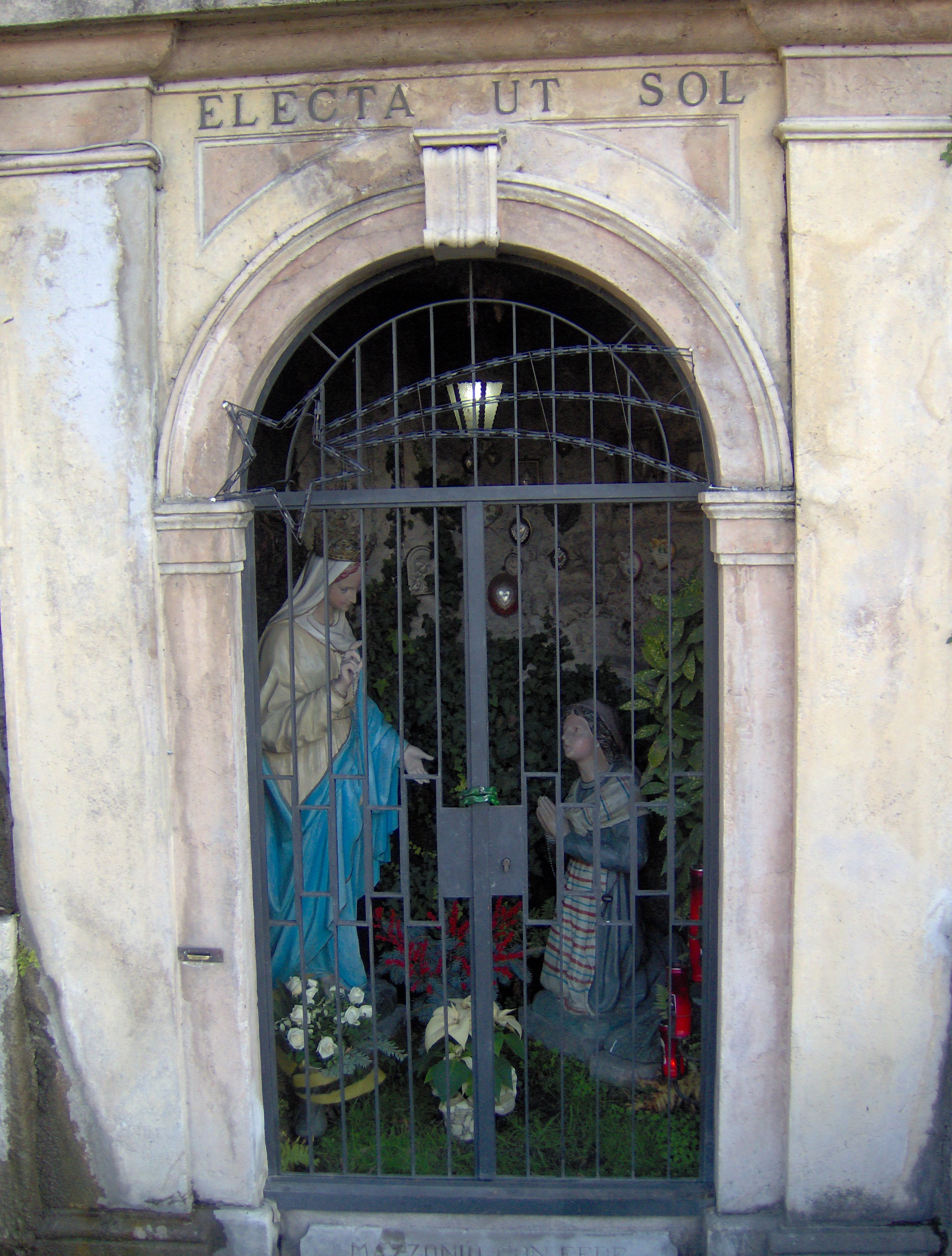
Madonna von Lourdes in der Fraktion Mazzonio
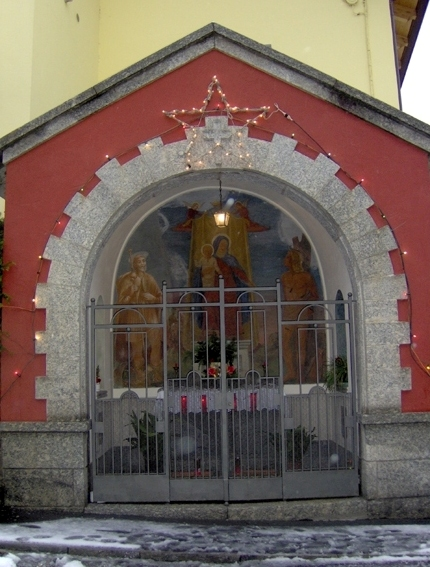
Madonna mit Kind, San Rocco und San Sebastiano

- Schlossruine (13. Jahrhundert) in der Fraktion Mazzonio
- Archäologische Fünde im Ortsteil Cascina Schieppo
- Öffentliche Waschanlage in der Fraktion Lezza

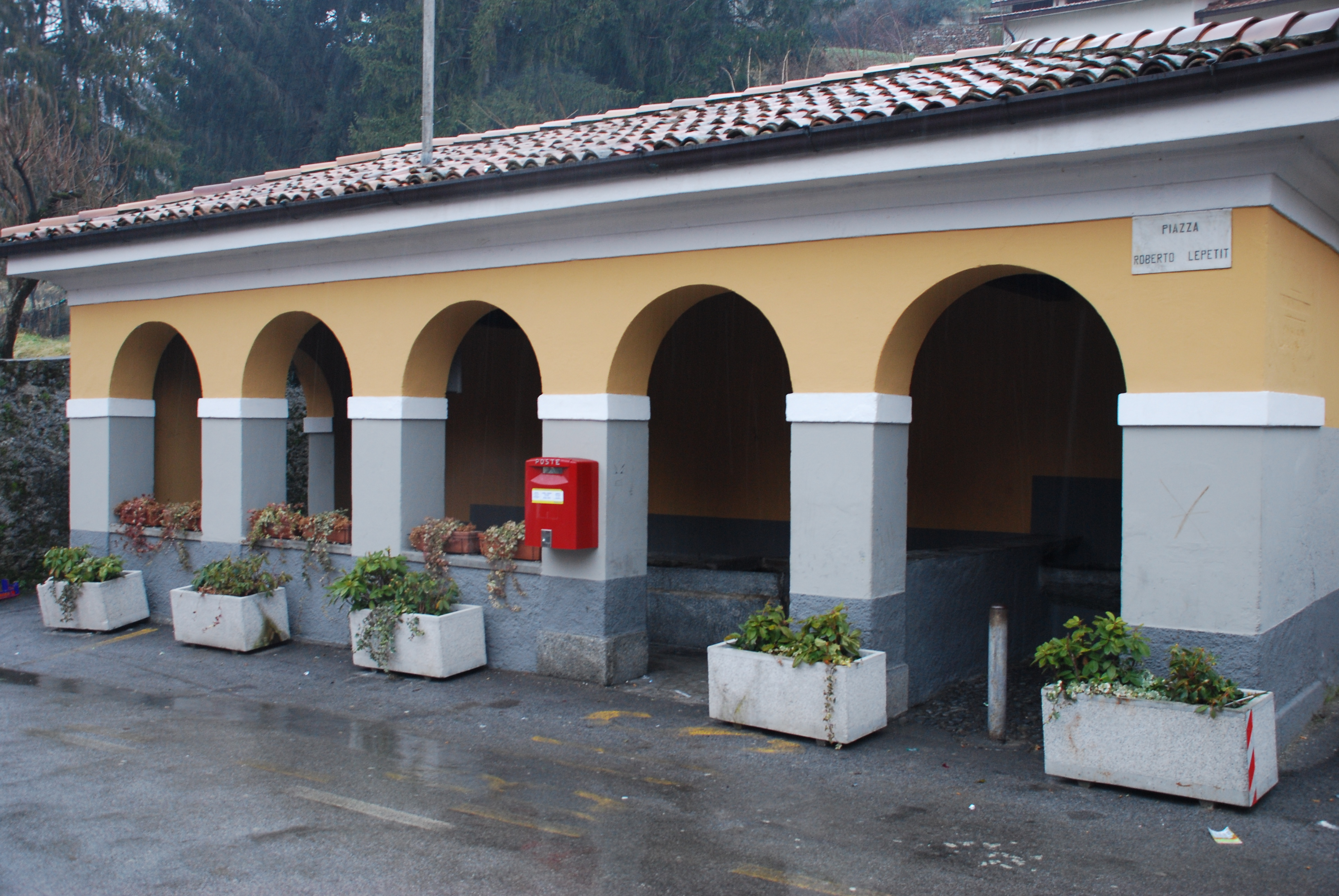
Waschanlage in der Fraktiom Lezza
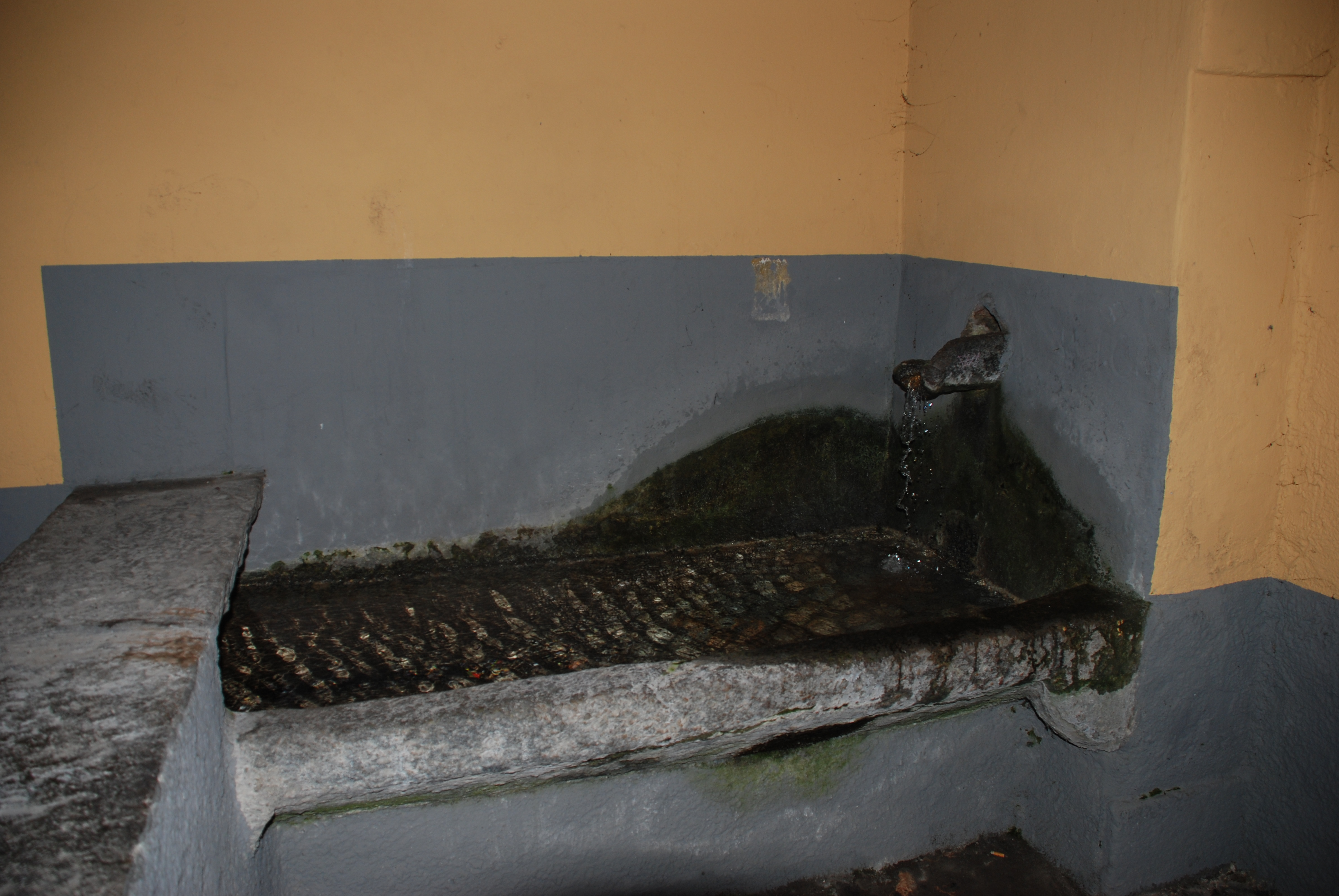
Die Quelle
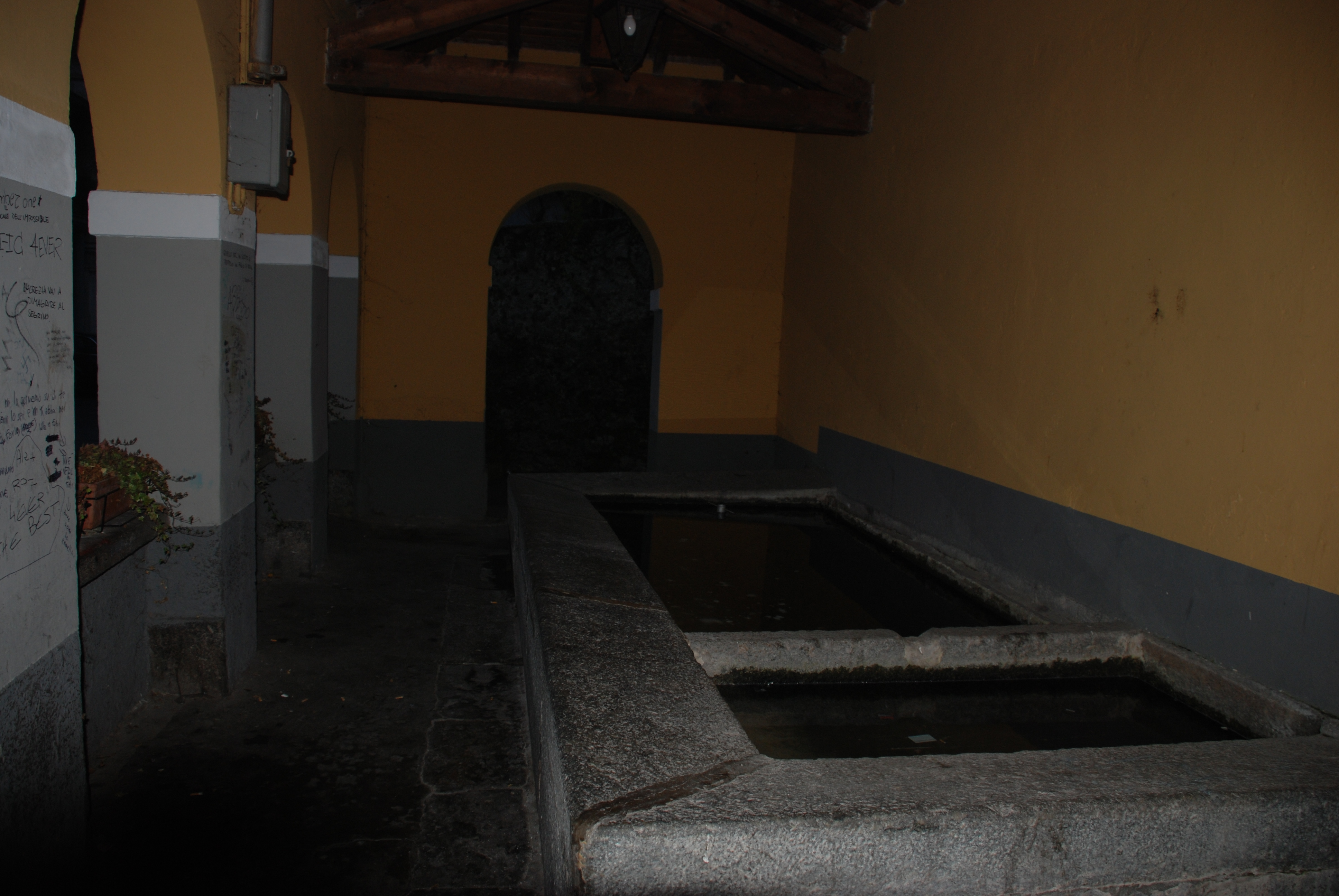
Wasserbecken

## Persönlichkeiten
- Leopoldo Metlicovitz (* 1868 in Triest; † 1944 in Ponte Lambro), Maler, Illustrator, Bühnenmaler
- Roberto Lepetit (* 1906 in Ponte Lambro; † 1945 in Ebensee), Unternehmer, Partizan, erschossen
- Zaira Spreafico (* 1920 in Lecco; † 2004 in Ponte Lambro), Kinderärztin, Leiterin der «La Nostra Famiglia» für Kinder mit Handicap
- Giancarlo Puecher Passavalli (* 1923 in Mailand; † 1943 in Erba), Goldmedaille für militärische Tapferkeit, Partizan, Ehrenbürger  von Ponte Lambro (21. März 2014)
- Giovanni Strada (* 1882 in Mailand; † 1949 in Ponte Lambro), Priester, Partizan
- Carlo Tavecchio (* 1943), Gemeindepräsident, Präsident der Federazione Italiana Giuoco Calcio (FIGC)